# Sirgala
Sirgala is een plaats in de Estlandse gemeente Narva-Jõesuu, provincie Ida-Virumaa.

## Geschiedenis
De plaats, die de status van dorp (Estisch: küla) heeft, hoorde tot 1962 bij de gemeente Vaivara. In dat jaar werd ze bij het stadsdeel Viivikonna van de stad Kohtla-Järve gevoegd. Die stad bestond uit zes niet verbonden delen, waarbij Viivikonna en Sirgala weliswaar samen een van die delen vormden, maar onderling ook niet verbonden waren. Sirgala ligt 40 km verwijderd van Järve, het meest westelijk gelegen stadsdeel. De gezamenlijke oppervlakte was 2,4 km².
De bevolking van Viivikonna/Sirgala liep in de loop der jaren sterk terug. In 2005 had het stadsdeel nog 302 inwoners, in 2011 waren dat er nog maar 99. In 2017 was het aantal weer licht gestegen tot 118.
Al in 2010 liet Kohtla-Järve weten graag van het stadsdeel af te willen, maar Vaivara had er weinig belangstelling voor. Later in de jaren tien maakte de Estische overheid plannen om Viivikonna toch bij Vaivara te voegen. In 2017 besloot de overheid tot een fusie van de gemeenten Vaivara en Narva-Jõesuu. Viivikonna en Sirgala werden als twee aparte dorpen bij de fusiegemeente gevoegd. Vanaf 2017 worden de inwoners van Sirgala en Viivikonna apart geteld. Op 1 januari 2021 had Sirgala 39 inwoners en Viivikonna 47.

## Schalieolie

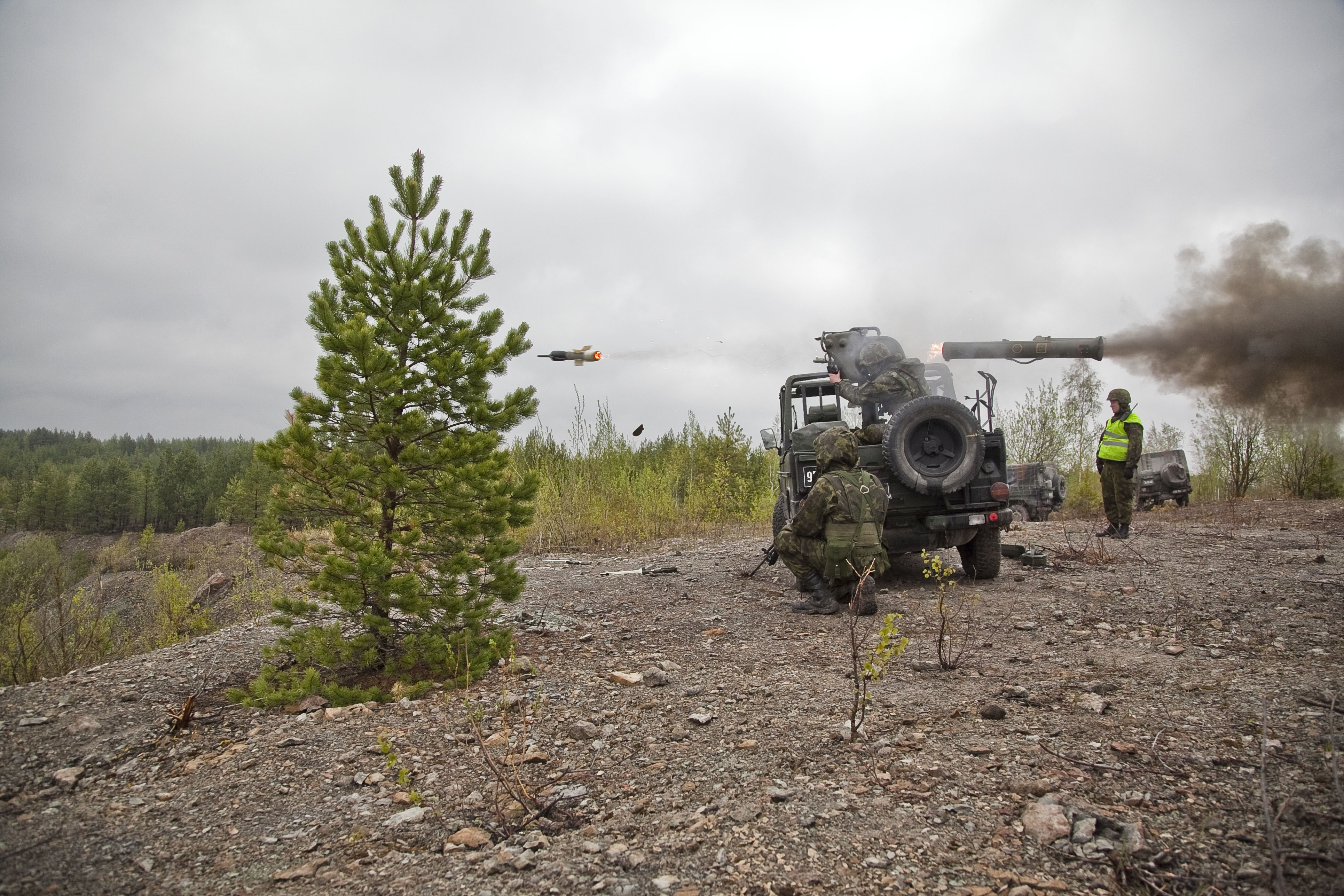
Militaire oefening bij Sirgala

Ten zuiden van Sirgala werd olie gewonnen uit schalie. De oliewinning stopte in 2000; het teruglopen van de bevolking werd voor een groot deel daardoor veroorzaakt. Een deel van het winningsgebied wordt nu gebruikt als militair oefenterrein; een ander deel is herbebost.